# Szervátiusz Múzeum
A Szervátiusz Múzeum a kolozsvári Fő téren, a Szent Mihály Plébánia épületében, az úgynevezett plébániaházban található állandó kiállítás. Az 1983-ban elhunyt Szervátiusz Jenő szobrász hagyatékát fia, a szintén szobrász Szervátiusz Tibor kiegészítette saját műveivel és a Szent Mihály egyházközségnek adományozta. Az ünnepélyes megnyitásra 1996 júliusában került sor. A múzeumban több mint nyolcvan műalkotás tekinthető meg.
A múzeum fennállásának tizedik évében Sára Sándor készített róla filmet, amelyet a Duna Televízió mutatott be 2006. október 9-én.